# Julija Tabakowa
Julija Tabakowa, ros. Юлия Геннадьевна Табакова (ur. 1 maja 1980 w Kałudze) – rosyjska lekkoatletka specjalizująca się w krótkich biegach sprinterskich, uczestniczka letnich igrzysk olimpijskich w Atenach (2004), srebrna medalistka olimpijska w biegu sztafetowym 4 x 100 metrów.

## Sukcesy sportowe
- dwukrotna mistrzyni Rosji w biegu na 100 metrów – 2003, 2004[1]
- halowa mistrzyni Rosji w biegu na 60 metrów – 2004[2]

| Rok  | Miasto    | Zawody                    | Konkurencja        | Wynik         |
| ---- | --------- | ------------------------- | ------------------ | ------------- |
| 2002 | Monachium | Mistrzostwa Europy        | sztafeta 4 x 100 m | brązowy medal |
| 2003 | Paryż     | Mistrzostwa świata        | sztafeta 4 x 100 m | brązowy medal |
| 2004 | Budapeszt | Halowe mistrzostwa świata | bieg na 60 m       | 6. miejsce    |
| 2004 | Ateny     | Igrzyska olimpijskie      | sztafeta 4 x 100 m | srebrny medal |

## Rekordy życiowe
- bieg na 60 metrów (hala) – 7,06 – Moskwa 17/02/2004
- bieg na 100 metrów – 11,10 – Tuła 29/07/2004
- bieg na 200 metrów – 22,51 – Tuła 31/07/2004
- bieg na 200 metrów (hala) – 23,05 – Moskwa 26/02/2003